# 陈家院水库
陈家院水库是中国河南省新乡市辉县市境内的一座水库，位于香木河上，建于1969年。水库正常库容为1034万立方米，集雨面积为117平方千米，海拔为776.5米。